# Xyronotus aztecus
Xyronotus aztecus is een rechtvleugelig insect uit de familie Xyronotidae. De wetenschappelijke naam van deze soort is voor het eerst geldig gepubliceerd in 1884 door Saussure.